# Australaugeneria pottsi
Australaugeneria pottsi är en ringmaskart som beskrevs av Pettibone 1969. Australaugeneria pottsi ingår i släktet Australaugeneria och familjen Polynoidae. Inga underarter finns listade i Catalogue of Life.